# Tallard
Tallard (okcitansko Talard) je naselje in občina v jugovzhodnem francoskem departmaju Hautes-Alpes regije Provansa-Alpe-Azurna obala. Leta 2006 je naselje imelo 1.837 prebivalcev.

## Geografija
Kraj leži v pokrajini Daufineji ob reki Durance, 20 km južno od središča departmaja Gapa. V občini se nahaja športno letališče Gap-Tallard.

## Administracija
Tallard je sedež istoimenskega kantona, v katerega so poleg njegove vključene še občine Châteauvieux, Fouillouse, Jarjayes, Lardier-et-Valença, Lettret, Neffes, La Saulce in Sigoyer s 4.588 prebivalci.
Kanton je sestavni del okrožja Gap.